# Маккиннон, Ронни
Рональд Маккиннон (англ. Ronald McKinnon; 20 августа 1940, Глазго — 17 сентября 2023) — шотландский футболист, известен по играм за «Рейнджерс».

## Биография

### Игровая карьера
На протяжении 12 сезонов играл за «Рейнджерс», в составе которого два раза стал чемпионом Шотландии, выиграл четыре Кубка Шотландии и три Кубка Шотландской лиги, а также в 1967 году в составе «синих» стал обладателем Кубка обладателей кубков УЕФА, когда в финале со счётом 1:0 была обыграна «Бавария».
В 1973 году уехал в ЮАР, где играл за «Дурбан Юнайтед» и завершил карьеру игрока.
Был игроком сборной Шотландии по футболу, сыграв за неё 28 матчей.

### Послеигровая карьера
Был почётным членом и послом клуба болельщиков «Рейнджерс», который носит название «Льюис и Харрис Рейнджерс».

### Смерть
Скончался 17 сентября 2023 года в возрасте 83 лет.

## Достижения
«Рейнджерс»
- Чемпион Шотландии (2): 1962/63, 1963/64
- Обладатель Кубка Шотландии (4): 1961/62, 1962/63, 1963/64, 1965/66
- Обладатель Кубка шотландской лиги (3): 1963/64, 1964/65, 1970/71
- Кубок обладателей кубков УЕФА (1):1966/67